# Strefa East Sheva

Mapa regionów i stref Etiopii

Strefa East Sheva (East Sheva Zone) – obszar administracyjny w Etiopii, w centrum regionu Oromia. Według spisu w 2007 roku liczy 1 356 342 mieszkańców na powierzchni 8371 km² (162 mieszk./km²). Centrum administracyjnym jest miasto Adama. Inne miasta obejmują: Debre Zeit, Ziway, Meki, Modżo, Wenji Gefersa, Welenchiti i Metehara.

## Demografia
Według spisu z 2007 roku strefa zamieszkana jest głównie przez ludy Oromo (74,1%), Amhara (15,4%) i Gurage (3,8%). 6,7% populacji należało do innych grup etnicznych. Pod względem religijnym dominuje etiopskie prawosławie (69,3%), następnie islam (16,2%), protestantyzm (8,4%) i tradycyjne wierzenia plemienne (5,1%).

## Podział administracyjny
W skład strefy wchodzi 12 uered:
- Ada'a
- Adami Tullu i Jido Kombolcha
- Batu (miasto)
- Bishoftu (miasto)
- Bora
- Boset
- Dudga
- Fentale
- Gimbichu
- Liben
- Lome
- Nannawa Adama